# Subhi al-Toufeili
Subhi al-Toufeili (en arabe : صبحي الطفيلي), né en 1948 est secrétaire général du Hezbollah de 1989 à 1991. Toufeili est un islamiste. Il prend ensuite ses distances avec le Hezbollah et l'Iran.
Al-Toufeili est un islamiste chiite, mais il est un critique très virulent de l’Iran et de la direction actuelle du Hezbollah. La scission est survenue dans les années 1990, après la mort du cofondateur Abbas Moussaoui, lorsque la faction de Hassan Nasrallah favorisée par l'Iran a commencé à devenir dominante. Après de violents affrontements entre les partisans de Toufeili et les membres du Hezbollah, il a été expulsé de l’organisation en 1998.
Le religieux est depuis lors un farouche opposant au Hezbollah et à l’Iran, et a exhorté ses partisans à s’opposer à l’hégémonie iranienne dans la région,,.

## L'après-Hezbollah
En janvier 1998, al-Toufeili et le député Khadr Tulays ont été expulsés du Hezbollah. Une semaine plus tard, le 30 janvier, al-Toufeili et un groupe d'hommes armés ont pris le contrôle d'une école à Baalbek où se réunissaient des responsables du Hezbollah. Il s'est ensuivi une fusillade de deux heures avec l'armée libanaise qui a fait deux morts et trois partisans d'al-Toufeili, dont le député Tulays. Il y a eu une cinquantaine de victimes civiles, dont une femme tuée. Al-Toufeili et une trentaine d'hommes armés ont réussi à s'enfuir vers son village natal, Brital. Par la suite, son bureau à Beyrouth et la station de radio « La Voix de la Résistance » ont été fermés, mais al-Toufeili lui-même n'a pas été arrêté.
Il a créé un groupe dissident du Hezbollah avec un ton anti-corruption plus populiste.
En février 2013, al-Toufeili a réprimandé le Hezbollah pour avoir combattu au nom du gouvernement syrien dans la guerre civile syrienne. Il a déclaré que "le Hezbollah ne devrait pas défendre un régime criminel qui tue son propre peuple et qui n'a jamais tiré un seul coup de feu pour défendre les Palestiniens". Al-Toufeili a ajouté : « ces combattants du Hezbollah qui tuent des enfants, terrorisent les gens et détruisent des maisons en Syrie iront en enfer ».

## Idéologie
Plus récemment, al-Tufayli a déclaré que Hassan Nasrallah mettait en œuvre le programme du guide suprême de la République islamique d'Iran, Ali Khamenei.
Expliquant son opposition au régime iranien et à son agenda géopolitique, Toufeili déclare :

« Les successeurs [de Khomeiny] qui l'ont suivi ont bâti leur politique sur l'identité persane … Ils ont exploité le sectarisme au profit de leur projet persan … Ils trompent les chiites au Liban, en Syrie, en Irak et partout ailleurs en leur disant « vous » sont des minorités dans les zones sunnites et ce n'est pas vrai. »